# تان لام
تان لام (به لاتین: Tân Lâm) یک منطقهٔ مسکونی در ویتنام است که در استان با ریا-وونگ تائو واقع شده‌است.